# Poets
Poets är en svensk grupp som spelat musik inspirerad av rocken under 1960-talet. Gruppen spelar både covers och eget material, dock i samma genre.

## Medlemmar
Senaste medlemmar
- Jimmy Jansson – sång, gitarr
- Robert Norberg – sång, basgitarr
- Tim Nilsson – trummor (från 2002)

Tidigare medlemmar
- Patrik Rasmussen – kör

- Robin Fredriksson – sång, trummor

## Historia

### 1998-2000
Gruppen startades i januari 1998, och bestod först av Jimmy Jansson, Robert, Robin, Tobias och Marie. De gick då i samma klass i grundskolans årskurs 7. Poets spelade på många ställen i slutet av 90-talet, bland annat på en fotbollsträff med 1 000 fotbollstjejer. Poets uppträdde även tillsammans med Electric Banana Band inför 5000 besökare i Ransäter, samt var förband åt Sven-Ingvars under deras årliga konsert på Sandgrundsudden. I mitten av år 2000 fick de spela i Florida, USA.
Gruppen lanserade 1999 en CD-singel med två demoinspelningar,Vägen till Kil & Come Back.

### 2000-2002
Då gymnasieskolan började var bara Jimmy, Robert och Robin kvar i gruppen, men Robin fick lämna gruppen.
Poets deltog i Melodifestivalen 2002 med låten What Difference Does it Make? och kom trea i deltävlingen från Norrköping. Bidraget gick vidare till Vinnarnas val där det slogs ut. Trummisen Tim Nilsson tillsattes gruppen.
Jimmy sjöng även Jag finns kvar, den svenskspråkiga versionen av I'm Still Here, från filmen Skattkammarplaneten från 2002.
Robin Fredriksson var den enda i gruppen som valde att fullfölja musikgymnasiet och valde därför att avsluta engagemanget i Poets.
Han startade efter ha fullföljt gymnasiet ett band (NoOffense) som spelade musik skriven av Robin och Staffan Stridsberg.
Turnerade bl.a. i Polen och Florida i USA.
Under 2004 avslutades gruppen NoOffense och han sig samman med Mattias Larsson och startade en låtskrivar/produktions studio i Karlstad.Under namnet "RealPitch"
Mellan 2004 och 2009 har de kreerat ett flertal stora hits i Japan, Grekland och har under 2009 slagit igenom stort i samarbeten med HutanaSongs, Sony ATV, Warner Chappell/MayJay.

### 2003-2006
I och med Jimmy Janssons deltagande i tv-programmet Fame Factory, som sändes i TV3, satte hans solokarriär igång. Under kommande spelningar började Robert Norberg och Tim Nilsson från Poets stå på scenen i kompbandet Tung Gung som startade i samband med Jimmy och hans solokarriär.
2008
Robert Norberg spelar sedan 2008 i dansbandet Blender

## Diskografi
Studioalbum
- 2003 – We Are Poets

Singlar
- 2002 – "What Difference Does It Make?'" / "Vad spelar det för roll?"
- 2002 – "Hangin' On My Stereo"
- 2002 – "Game Over"
- 2002 – "Jag finns kvar" / "I'm Still Here (Instrumental)"
- 2003 – "Let's Go Crazy!" / "Baby Blue Eyes"